# Luci Octavi (militar)
Luci Octavi (en llatí Lucius Octavius) va ser un militar romà. Era llegat de Gneu Pompeu Magne en la guerra contra els pirates de la mar Mediterrània l'any 67 aC. Pompeu el va enviar a Creta on va rebre la submissió de diverses ciutats cretenques i es va enfrontar amb Quint Cecili Metel Crètic comandant de l'illa.